# 박시후
박시후(본명: 박평호, 1977년 2월15일 ~ )은 대한민국의 배우이다.

## 생애
연극 《열두냥 인생》으로 데뷔했으며, 입대 전까지 1년 6개월 정도를 연극 무대에서 활동했다. 제대 후 2005년 KBS 드라마 《쾌걸 춘향》의 단역으로 방송에 데뷔했다. 이후 《결혼합시다》에서 '강재호' 역할을 했으며, 《넌 어느 별에서 왔니》에서 남자 조연인 '한정훈' 역으로 출연했다. 《완벽한 이웃을 만나는 법》으로 드라마에 복귀하여 찌질하지만 미워할 수 없는 '유준석' 역으로 대중적 인기의 발판을 만들게 됐다. 인기를 끌었던 SBS 드라마 《일지매》에서 이준기의 이복형 '시후'로 출연했다.《가문의 영광》에서 매력적인 나쁜 남자 '이강석' 역으로 큰 인기를 얻었다. 《검사 프린세스》에서 미스터리한 '서인우' 변호사 역으로 〈서변앓이〉신드롬을 만들어냈다.
1960~70년대 TV 광고 모델로 활발히 활동한 박용훈의 아들이자 야구 선수 박우호의 형이기도 하다.

## 학력
- 한양대학교 연극영화과

## 출연 작품

### 드라마
- 1998년 - SBS 《백야 3.98》
- 2005년 - KBS2 《쾌걸 춘향》 - 홍채린 전 남자친구 역
- 2005년 - MBC 《결혼합시다》 - 강재호 역
- 2006년 - MBC 《넌 어느 별에서 왔니》 - 한정훈 역
- 2007년 - SBS 《완벽한 이웃을 만나는 법》- 유준석 역
- 2008년 - SBS 《일지매》 - 시후 역
- 2008년~2009년 - SBS 《가문의 영광》 - 이강석 역
- 2010년 - SBS 《검사 프린세스》 - 서인우 역
- 2010년~2011년 - MBC 《역전의 여왕》 - 구용식 역
- 2011년 - KBS2 《공주의 남자》 - 김승유 역
- 2012년~2013년 - SBS 《청담동 앨리스》 - 차승조 / 장띠엘샤 역
- 2016년 - OCN 《동네의 영웅》 - 백시윤 역
- 2017년~2018년 - KBS2 《황금빛 내 인생》 - 최도경 역
- 2018년 - KBS2 《러블리 호러블리》 - 유필립 역
- 2019년 - TV조선 《바벨》 - 차우혁 역
- 2020년 - TV조선 《바람과 구름과 비》 - 최천중 역
- 2022년 - HBO 맥스 《멘탈리스트》 -

### 영화
- 2000년 - 《춘향뎐》 - 사령 역
- 2012년 - 《내가 살인범이다》 - 이두석 역
- 2014년 - 《향기》 - 강인준 역
- 2016년 - 《사랑후애》 - 성준 역
- 2024년 - 《신의 악단》

### 뮤직 비디오
- 2005년 - 가비엔제이 〈Happiness〉,〈그래도 살아가겠지〉
- 2006년 - 알렉스 & 지선 〈사랑해, 너무 아픈 이 말〉
- 2009년 - 김범수 〈이별의 맛〉
- 2009년 - 타루 〈예뻐할께〉

### 방송
- 2020년 - TV조선 《뽕숭아학당》 - 게스트
- 2024년 - TV조선 《아빠하고 나하고》

## 홍보대사
- 2008년 경찰청 안보홍보대사
- 2009년	홍콩관광진흥청 홍보대사
- 2009년	안티에이징 엑스포 홍보대사
- 2010년	상해 TV 페스티벌 한류대사
- 2011년 한국관광 명예홍보대사

## 음반

### 일본
- 2012.03.28 《告白》
- 2015.05.17 《君を...》
- 2020.11.14 《For You》

### 참여 음반
- 2011.12.05 겨울이야기[4]
- 2012.05.09 검사 프린세스 OST - FOR YOU
- 2014.08.05 영화 향기 OST - 네가 오는 소리
- 2019.04.13 바벨 OST SPECIAL - 흐린 기억

## 수상 및 후보
| 연도 | 시상식                       | 부문                             | 작품                    | 결과 | 출처  |
| ---- | ---------------------------- | -------------------------------- | ----------------------- | ---- | ----- |
| 2007 | SBS 연기대상                 | 뉴스타상                         | 완벽한 이웃을 만나는 법 | 수상 | [ 5 ] |
| 2008 | SBS 연기대상                 | 특별기획부문 남자 연기상         | 가문의 영광             | 후보 |       |
| 2009 | 멘즈헬스 제1회 그루밍어워드  | 그루밍가이                       | 빈칸                    | 수상 |       |
| 2009 | SBS 연기대상                 | 특별기획부문 남자 연기상         | 가문의 영광             | 수상 |       |
| 2010 | MBC 연기대상                 | 남자 우수연기상                  | 역전의 여왕             | 수상 |       |
| 2010 | SBS 연기대상                 | 드라마스페셜부문 남자 우수연기상 | 검사 프린세스           | 후보 |       |
| 2011 | 제4회 스타일 아이콘 어워즈   | SIA's 디스커버리                 | 빈칸                    | 수상 |       |
| 2011 | KBS 연기대상                 | 남자 최우수연기상                | 공주의 남자             | 수상 |       |
| 2011 | KBS 연기대상                 | 중편드라마부문 남자 우수연기상   | 공주의 남자             | 후보 |       |
| 2011 | KBS 연기대상                 | 남자 인기상                      | 공주의 남자             | 수상 |       |
| 2011 | KBS 연기대상                 | 남자 네티즌상                    | 공주의 남자             | 후보 |       |
| 2011 | KBS 연기대상                 | 베스트 커플상 (with 문채원)      | 공주의 남자             | 수상 |       |
| 2012 | 제48회 백상예술대상          | TV부문 남자 최우수연기상         | 공주의 남자             | 후보 |       |
| 2012 | 제7회 서울 드라마 어워즈     | 한류드라마부문 남자연기자상      | 공주의 남자             | 후보 |       |
| 2012 | 몬테카를로 TV 페스티벌       | 드라마부문 남우주연상            | 공주의 남자             | 후보 |       |
| 2013 | 제50회 대종상                | 신인남우상                       | 내가 살인범이다         | 후보 |       |
| 2015 | 럭셔리 브랜드 모델시상식     | 한류 아시아 톱 스타상            | 빈칸                    | 수상 |       |
| 2017 | KBS 연기대상                 | 장편드라마부문 남자 우수연기상   | 황금빛 내 인생          | 수상 |       |
| 2017 | KBS 연기대상                 | 남자 네티즌상                    | 황금빛 내 인생          | 후보 |       |
| 2017 | KBS 연기대상                 | 베스트 커플상 (with 신혜선)      | 황금빛 내 인생          | 수상 |       |
| 2018 | 제11회 코리아 드라마 어워즈  | 남자 최우수연기상                | 황금빛 내 인생          | 후보 |       |
| 2018 | 제6회 에이판 스타 어워즈     | 장편드라마부문 남자 최우수연기상 | 황금빛 내 인생          | 후보 |       |
| 2018 | 제3회 아시아 아티스트 어워즈 | 배우부문 남자인기상              | 황금빛 내 인생          | 후보 |       |
| 2018 | KBS 연기대상                 | 미니시리즈부문 남자 우수연기상   | 러블리 호러블리         | 후보 |       |
| 2018 | KBS 연기대상                 | 남자 네티즌상                    | 러블리 호러블리         | 후보 |       |
| 2018 | KBS 연기대상                 | 베스트 커플상 (with 송지효)      | 러블리 호러블리         | 후보 |       |

## 기부 활동
- 2012년 10월 16일 박시후는 충청남도 부여군청에 총 2,100만원의 장학금을 기탁했다.[3]